# Miramar Beach
Miramar Beach es un lugar designado por el censo ubicado en el condado de Walton en el estado estadounidense de Florida. En el Censo de 2010 tenía una población de 6.146 habitantes y una densidad poblacional de 323,07 personas por km².

## Geografía
Miramar Beach se encuentra ubicado en las coordenadas 30°22′35″N 86°19′37″O / 30.37639, -86.32694. Según la Oficina del Censo de los Estados Unidos, Miramar Beach tiene una superficie total de 19.02 km², de la cual 18.08 km² corresponden a tierra firme y (4.94%) 0.94 km² es agua.

## Demografía
Según el censo de 2010, había 6.146 personas residiendo en Miramar Beach. La densidad de población era de 323,07 hab./km². De los 6.146 habitantes, Miramar Beach estaba compuesto por el 93.83% blancos, el 1.14% eran afroamericanos, el 0.34% eran amerindios, el 1.76% eran asiáticos, el 0.03% eran isleños del Pacífico, el 1.37% eran de otras razas y el 1.53% pertenecían a dos o más razas. Del total de la población el 4.44% eran hispanos o latinos de cualquier raza.